# 希烏特庫特利

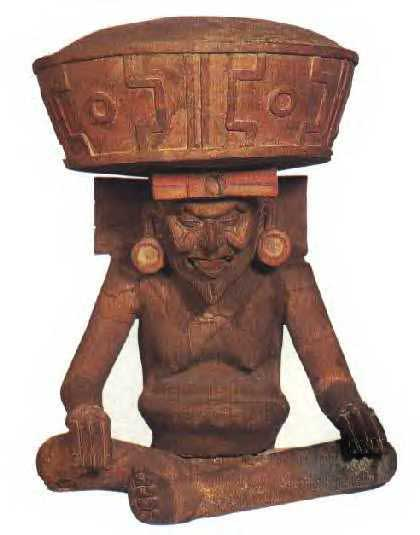
墨西哥出土的韋韋特奧特爾像。

希烏特庫特利（Xiuhtecuhtli，意為「綠松石之主」），也作奎薩爾特辛（Cuezaltzin）、伊斯科薩烏基（Ixcozauhqui），是阿茲特克的火神。根據出土的神像，他通常被刻畫成一名年輕的男子：臉上塗著紅色與黑色的面彩嘴的兩側伸出牙齒、全身除圍腰布外赤裸、胸佩蝴蝶狀的綠松石首飾、戴著中央有火的符號的頭帶、持有希赫科瓦特爾作為背部的飾品。他的另一個名字是韋韋特奧特爾（Huehueteotl，意為「至老神」。）；但令人感到弔詭的是，這個名字的涵義與希烏特奎特利年輕男子的形象大相逕庭。